# Marc Scott
Marc Scott (* 21. Dezember 1993 in Northallerton, North Yorkshire) ist ein britischer Leichtathlet, der hauptsächlich in den Langstrecken- und Straßenläufen an den Start geht. Seit Februar 2020 hält er den Halleneuroparekord im 5000-Meter-Lauf.

## Sportliche Laufbahn
Marc Scott stammt aus der Grafschaft New Yorkshire. Er wuchs zusammen mit drei Brüdern auf. Nach dem Schulabschluss an der Northallerton School nahm er ein Studium der Sportwissenschaften an der University of Tulsa in den USA auf und trat deren Sportteam, den Tulsa Hurricanes, bei. Scott tritt seit 2011 in Wettkämpfen über die Langstrecken an. Nach seinem Wechsel in die USA hatte er zunächst Anlaufschwierigkeiten, sich zu etablieren. 2015 steigerte er sich über 5000 und 10.000 Meter um mehr als 30 Sekunden bzw. um mehr als zwei Minuten auf Bestzeiten von 13:36,81 min und 28:30,33 min. Über 10.000 Meter trat er im Juli bei den U23-Europameisterschaften in Tallinn an, bei denen er den sechsten Platz belegte. 2016 belegte Scott den vierten Platz bei den Britischen Meisterschaften über 5000 Meter. 2017 siegte er im 10.000-Meter-Lauf in seinem Abschlussjahr bei den Collegemeisterschaften der Division I, die von der National Collegiate Athletic Association organisiert werden. Im August trat er in London erstmals bei Weltmeisterschaften an, bei denen er über 5000 Meter antrat. Er belegte bei seiner WM-Premiere den 18. Platz in seinem Vorlauf. Zuvor lief er in Belgien 13:22,37 min, die seitdem als seine persönliche Bestzeit zu Buche stehen.
2018 wurde Scott Britischer Meister im 5000-Meter-Lauf und trat in dieser Disziplin auch bei den Europameisterschaften in Berlin an. Mit einer Zeit von 13:23,14 min erreichte er als Fünfter das Ziel. 2019 verbesserte er sich im Mai auf 27:56,19 min im 10.000-Meter-Lauf. Im Sommer gewann er diesmal die Silbermedaille über 5000 Meter bei den Britischen Meisterschaften, die Distanz, über die er Ende September in Doha bei seinen zweiten Weltmeisterschaften erneut an den Start ging. Als 15. seines Laufes verpasste er dabei erneut den Einzug in das Finale. 2020 lief Scott im Februar eine Zeit von 13:08,87 min, mit der er einen neuen Halleneuroparekord aufstellte. Im September siegte er zum zweiten Mal über 5000 Meter bei den Britischen Meisterschaften. Einen Monat zuvor lief er im Straßenlauf über 5 Kilometer mit einer Zeit von 13:20 min einen britischen Nationalrekord und verpasste damit den Europarekord des Franzosen Jimmy Gressier aus dem Februar um lediglich zwei Sekunden.
Scott stellte im Frühjahr 2021 neue Bestleistungen über 5000 und 10.000 Meter auf. Er qualifizierte sich für die Olympischen Sommerspiele in Tokio. Ende Juli bestritt er das Finale über 10.000 Meter und beendete es auf dem 14. Platz. Wenige Tage später bestritt er auch den Wettkampf über 5000 Meter. In seinem Vorlauf erreichte er in 13:39,61 min den sechsten Platz, der nicht zum Einzug in das Finale ausreichte. Insgesamt belegte er Platz 17.
Im März 2022 gelang Scott der bisher größte Erfolg in seiner Karriere. Bei den Leichtathletik-Hallenweltmeisterschaften in Belgrad lief er im 3000-Meter-Finale mit 7:42,02 min zu Platz 3. Im Sommer nahm er an den Weltmeisterschaften in den USA teil. Er erreichte das Finale der 5000 Meter, wobei er darin den vorletzten der insgesamt 15 Finalplätze belegte. Einen Monat später trat er bei den Europameisterschaften in München an. Bei seinem ersten Wettkampf des Jahres über 10.000 Meter belegte er den zwölften Platz.

## Wichtige Wettbewerbe
| Jahr                               | Veranstaltung                      | Ort                                | Platz                              | Disziplin                          | Zeit                               |
| Startet für Vereinigtes Königreich | Startet für Vereinigtes Königreich | Startet für Vereinigtes Königreich | Startet für Vereinigtes Königreich | Startet für Vereinigtes Königreich | Startet für Vereinigtes Königreich |
| ---------------------------------- | ---------------------------------- | ---------------------------------- | ---------------------------------- | ---------------------------------- | ---------------------------------- |
| 2015                               | U23-Europameisterschaften          | Tallinn                            | 6.                                 | 10.000 m                           | 29:21,92 min                       |
| 2017                               | Weltmeisterschaften                | London                             | 33.                                | 5000 m                             | 13:58,11 min                       |
| 2018                               | Europameisterschaften              | Berlin                             | 5.                                 | 5000 m                             | 13:23,14 min                       |
| 2019                               | Weltmeisterschaften                | Doha                               | 29.                                | 5000 m                             | 13:47,12 min                       |
| 2021                               | Olympische Sommerspiele            | Tokio                              | 14.                                | 10.000 m                           | 28:09,23 min                       |
| 2021                               | Olympische Sommerspiele            | Tokio                              | 17.                                | 5000 m                             | 13:39,61 min                       |
| 2022                               | Hallenweltmeisterschaften          | Belgrad                            | 3.                                 | 3000 m                             | 7:42,02 min                        |
| 2022                               | Weltmeisterschaften                | Eugene                             | 14.                                | 5000 m                             | 13:41,04 min                       |
| 2022                               | Europameisterschaften              | München                            | 12.                                | 10.000 m                           | 28:07,72 min                       |

## Persönliche Bestleistungen
Freiluft
- 1500 m: 3:35,93 min, 21. Juli 2020, Portland
- 3000 m: 7:36,09 min, 6. Februar 2021, Phoenix
- 5000 m: 13:05,13 min, 6. März 2021, San Juan Capistrano
- 10.000 m: 27:10,41 min, 20. Februar 2021, San Juan Capistrano

Straße
- 5-km-Lauf: 13:20 min, 8. August 2020, Barrowford, (britischer Rekord)
- Halbmarathon: 1:00:43 h, 12. September 2020, Larne
- Marathon: 2:11:19 h, 21. April 2024, London

Halle
- 3000 m: 7:51,65 min, 24. Februar 2019, Boston
- 5000 m: 12:57,08 min, 12. Februar 2022, Boston, (Europarekord)